# Zastava Svetog Petra i Mikelona
Zastava Svetog Petra i Mikelona je plava sa žutim brodom imenom Grande Hermine, s kojim je Jacques Cartier došao na otok Sveti Petar 15. lipnja 1536. Tri kvadratna polja koja se nalaze na lijevoj strani zastave simboliziraju porijeklo većine stanovnika ovih otoka. Od vrha prema dnu: Baski, Bretonci i Normandijci. 
Ovu neslužbenu lokalnu zastavu je dizajnirao lokalni poslovni čovjek André Paturel, koji je prilagodio grb koji je dizajnirao Léon Joner.

## Vanjske poveznice
- St Pierre & Miquelon
- Stranica zajednice Svetog Petra i Mikelona